# Bílé Poličany
Bílé Poličany är en ort i Tjeckien. Den ligger i den centrala delen av landet, 100 km öster om huvudstaden Prag. Bílé Poličany ligger 297 meter över havet och antalet invånare är 154.
Terrängen runt Bílé Poličany är platt söderut, men norrut är den kuperad. Runt Bílé Poličany är det ganska glesbefolkat, med 36 invånare per kvadratkilometer. Närmaste större samhälle är Dvůr Králové nad Labem, 7,4 km nordost om Bílé Poličany. Omgivningarna runt Bílé Poličany är en mosaik av jordbruksmark och naturlig växtlighet.